# Mother Earth (album Within Temptation)
Mother Earth è il secondo album della band olandese Within Temptation. L'album è stato pubblicato nel 2000.

## Descrizione
Questo album segnala un completo cambio di stile da parte della band, che abbandona il doom per dedicarsi ad un metal tipicamente sinfonico con ricorrenti influenze dalla musica celtica. Questo cambiamento implicherà anche l'abbandono definitivo dell'uso del growl.
Il primo singolo estratto da Mother Earth è la ballata Our Farewell, che rende la band più popolare ma che non riscuote il successo che ci si aspettava. Più tardi, nel 2001, la band pubblica un secondo singolo, Ice Queen, che invece riscuote un successo esorbitante; mentre l'album Mother Earth raggiunge la terza posizione della classifica Olandese, Ice Queen scala le classifiche di Olanda e Belgio, rimanendo al primo posto per settimane: Mother Earth guadagna il disco di platino.
Di quest'ultimo singolo viene anche girato un video non ufficiale piuttosto sciatto. Più tardi, in occasione del cambio di formazione, viene girato un nuovo video che viene trasmesso addirittura da programmi musicali celebri come MTV.
La nuova formazione, compare anche nel video del successivo singolo per Mother Earth. Anche questo singolo riscuote un gran successo stavolta anche in Germania e Francia, portando infine il nuovo album ad essere venduto in tutto il mondo.
Nello stesso 2002 scade il contratto con la DSFA Records. Fortunatamente la Gun Records si interessa al nuovo album e dà occasione alla band di firmare un nuovo contratto. Alla luce di queste novità, Mother Earth viene ristampato: la grafica della copertina passa dall'uso di colori caldi (arancione) all'uso di colori freddi (verde) e delle tracce bonus vengono integrate alla tracklist.
Nel 2007 l'album viene nuovamente rivisitato dalla Roadrunner Records e ripubblicato il 5 agosto 2008; anche stavolta si registrano un cambio dell'artwork e l'aggiunta di tracce bonus.

## Tracce
1. Mother Earth – 5:30 (Sharon den Adel, Robert Westerholt, Guus Eikens)
2. Ice Queen – 5:18 (Robert Westerholt, Sharon den Adel)
3. Our Farewell – 5:16 (Robert Westerholt, Sharon den Adel)
4. Caged – 5:47 (Robert Westerholt, Sharon den Adel)
5. The Promise – 8:00 (Robert Westerholt, Sharon den Adel)
6. Never Ending Story – 4:02 (Sharon den Adel, Oscar Holleman, René Merkelbach)
7. Deceiver of Fools – 7:35 (Robert Westerholt, Sharon den Adel)
8. Intro – 1:07 (René Merkelbach)
9. Dark Wings – 4:15 (Robert Westerholt, Sharon den Adel)
10. In Perfect Harmony – 6:57 (Sharon den Adel, Oscar Holleman, Gerarda Matheeuwsen, René Merkelbach)

Bonus track della versione DFSA
1. World of Make Believe – 4:45 (Robert Westerholt, Sharon den Adel)

Bonus track della versione Gun
1. Deep Within (Live 2002) – 4:21 (Robert Westerholt, Sharon den Adel)
2. The Dance (Live 2002) – 5:12 (Robert Westerholt, Sharon den Adel)
3. Restless (Single Version) – 5:38 (Robert Westerholt, Martijn Westerholt, Sharon den Adel)
4. Bittersweet – 3:21 (Robert Westerholt, Sharon den Adel)

Bonus track della versione Roadrunner
1. Deceiver of Fools (Live)
2. Caged (Live)
3. Candles (Live)
4. Ice Queen (Live)

## Formazione
- Sharon den Adel - voce
- Michiel Papenhove - chitarra solista, cori
- Robert Westerholt - chitarra ritmica, cori
- Martijn Westerholt - tastiere
- Jeroen van Veen - basso
- Ivar de Graaf - batteria

### Altri musicisti
- Guus Eikens - sintetizzatori, cori